# Premios CaSa
Los Premios CaSa (Centro de las Artes San Agustín) de creación literaria en lengua zapoteca y mixteca, es un incentivo a la creación literaria en lenguas indígenas, y busca educar, sensibilizar y promover la diversidad de las lenguas indígenas. Surge como un incentivo o como un esfuerzo para mostrar que las lenguas en Oaxaca están vivas, "tal vez cambiar un poco el discurso de rescate y revitalización para mostrar que están vivas, y hay personas en la comunidades que están creando obras en lengua, están creando cuentos, están creando novelas, canciones, poemas también como premiar este esfuerzo de la personas en la comunidad".

## Historia
Es una iniciativa del artista plástico Francisco Toledo. La primera convocatoria de premios CaSa se presenta en el año 2011 en zapoteco, con las categorías: narrativa, poesía y canción, posteriormente se añadió el premio Mario Molina, para literatura infantil y un premio especial para los habitantes en los Ángeles, California en Estados Unidos. El premio Mario Molina se da a partir del año 2015 y el premio especial para los habitantes de los Ángeles en el año 2016.
El zapoteco lo eligió Francisco Toledo, porque él mismo viene de Juchitán, donde creció escuchando el zapoteco. En cuanto al mixteco, se recibió apoyo del Gobierno del estado de Puebla y del  Gobierno del estado de Guerrero que son los estados en donde también se habla el mixteco.
El premio CaSa se genera desde Centro de las Artes de San Agustín, en colaboración con Instituto de Artes Gráficas de Oaxaca, la Editorial Calamus, además de la Dirección de Culturas Populares de la Secretaría de Cultura. También se cuenta con el apoyo del Consulado General de México en los Ángeles.

## Categorías y premios
Las categorías de los premios CaSa en Zapoteco son: Poesía, Narrativa (incluye cuento o novela), canción, literatura infantil y el premio especial para los habitantes de los Ángeles, California. Para la categoría de los premios en mixteco son las mismas categorías que en zapoteco y en este caso el premio especial es para los mixtecos que vivan en Estados Unidos.
En el caso de los premios, se otorgan $30 000 MXN para el ganador de cada categoría y solamente hay un ganador por categoría. En el caso de la categoría a literatura infantil, además de los $30 000 MXN, ganan un grabado de elaborado por Francisco Toledo.

## Jurado
En el caso del zapoteco, el jurado está generalmente integrado por cuatro miembros y se busca que sean escritores de las cuatro variantes del zapoteco: un escritor del zapoteco del Istmo, otro escritor del zapoteco de la Sierra sur, Sierra Norte y Valles Centrales. En el caso del mixteco en la primera convocatoria, el jurado fue integrado por una escritora del mixteco de San Juan Mixtepec, y por un lingüista de la frontera de Puebla-Oaxaca, esto porque la mayoría de los trabajos que se recibieron fue de la zona de Oaxaca.

## Características de la Convocatoria
La convocatoria se publica cada año. En un inicio solamente se podían mandar los trabajos participantes por correo postal, paquetería o entregarlos directamente en las oficinas del Instituto de Artes Gráficas de Oaxaca. A partir del año 2018 ya integra la posibilidad de enviarlo por correo electrónico y también se reciben los trabajos directamente en el CaSa (Centro de las Artes de San Agustín).

## Participación
En el zapoteco se reciben en promedio cada año alrededor de 60 trabajos que entran a concurso y en mixteco, a partir de la primera convocatoria en 2018, se recibieron 42 entre todas las categorías. En total, hasta 2018, se han recibido más de 400 trabajos y se ha premiado a 25 autores.

## Impacto de los Premios CaSa para las Lenguas en México
En las primeras convocatorias los ganadores fueron escritores reconocidos. Con el tiempo, han comenzado a participar jóvenes escritores, los cuales, después de ganar el premio CaSa, aspiran y ganan becas del premio FONCA (Fondo Nacional para la Cultura y la Artes). En el caso de los músicos, graban y distribuyen su material musical.  
Más allá de los ganadores cada año, los Premios CaSa han impactado en la participación de los hablantes en lenguas zapoteca y mixteca y en la producción de obras en su propia lengua.
Hasta 2018, solamente se ha publicado la antología de poesía de los ganadores del 2011 al 2015. Las obras ganadoras que se han publicado se distribuyen de manera gratuita en las comunidades y en los talleres de lectoescritura y creación literaria en zapoteco, de esta  manera se asegura su lectura también.

## Dificultades
La forma de elección del jurado ha sido un reto, debido a la cantidad de variantes que existen en las lenguas, por ejemplo, en el mixteco existen 81 variantes lingüísticas. Otra dificultad es la promoción de la convocatoria, pues es complicado llegar a las comunidades, además de que, por la naturaleza de la institución (CaSa), esta no realiza trabajo de campo.